# サリー・ソーン
サリー・ソーン(Sally Elizabeth Thorne、1951年 - )は、カナダの看護学の大学教授、PhD、FAAN, FCAHS, 正看護師。彼女は、人の慢性疾患やがんの体験、さらにメタ合成や解釈学的記述を含む質的研究の方法論を研究テーマとしている。 

## 生涯と職歴
ソーンは、正看護師の資格をトロント西部病院付属のアトキンソン看護専門学校で1972年に取得、看護学の学士(BSN)と修士(MSN)は、バンクーバーのブリティッシュ・コロンビア大学の看護学部でそれぞれ1979年、1983年に取得した。PHD(博士号)は、アメリカのシンシナティにあるユニオン大学院大学(現、ユニオン大学、Union Institute & University)で1990年に取得した。ソーンは、1983年にブリティッシュ・コロンビア大学看護学部の教員となり、がんや慢性疾患を抱えた患者への健康サービスの提供の分野で研究プログラムや方法論的な発展に寄与している。
2002年から2010年まで、ソーンは看護学部の学部長を務めた。2011年からは、研究者としての活動を本格的に再開し、それには看護職のための政治的な活動やがん看護でのコミュニケーションの仕組みを改善していくなどの活動も含まれている。目下、応用科学部の副学部長の職にあり、国際的にも発言し、意見を述べ、数多くの会議や委員会に出席している。雑誌「質的健康研究」(Qualitative Health Research)の副編集長も務めている。
```
[
2
]
 
[
3
]
```

### 理論と方法
- 解釈学的記述: 応用科学のニーズのために「客観的中立性と貧弱な理論化」の間に橋を架ける」質的な研究方法。[4]

- がん看護におけるコミュニケーション :がん患者と健康ケアの専門職の間の支援に効果的なコミュニケーションに捧げられた研究プログラム。
- 慢性疾患の社会的コンテキスト : 慢性疾患への効果的なケアのためのシステム的なバリアーを目指しての患者 - 展望的研究のプログラム[6]
- 看護科学の哲学: 看護とはなにか、人の健康という複雑なテーマに関係する根拠とはなにか、そして看護学の枠内で今日進められている思索を支えている理論的な伝統を巡る哲学的な探究[7]

### 著書
1. Thorne, S.E. (1993). Negotiating Health Care: The Social Context of Chronic Illness. Newbury Park, CA: Sage.
2. Thorne, S.E. & Hayes, V.E. (1997). Nursing Praxis: Knowledge and Action. Thousand Oaks, CA: Sage
3. Paterson, B., Thorne, S., Canam, C. & Jillings, C. (2001). Meta-Study of Qualitative Health Research: A Practical Guide to Meta-Analysis and Meta-Synthesis. Thousand Oaks, CA: Sage Publications
4. Thorne, S. (2008). Interpretive description. Walnut Creek, CA: Left Coast Press

### 受賞歴
- Award of Distinction, Registered Nurses Association of British Columbia, 1999
- Fellow, Canadian Academy of Health Sciences, 2005
- Canada’s Top 100 Most Powerful Women Award, Women’s Executive Network, 2009[8]
- Pfizer Award of Excellence for Nursing Research, Canadian Association of Nurses in Oncology, 2011
- Fellow, American Academy of Nursing, 2011
- Honorary doctorate, Queen's University, 2013
- Ethel Johns Award, Canadian Association of Schools of Nursing, 2013

## References
1. ↑  “Routledge Welcomes Left Coast Press - Routledge”. Routledge.com. 2016年7月10日閲覧。
2. ↑  “Qualitative Health Research”. Qhr.sagepub.com. 2016年9月21日閲覧。
3. ↑  “Routledge Welcomes Left Coast Press - Routledge”. Routledge.com. 2016年7月10日閲覧。
4. ↑  Thorne, S. (2004). “Qualitative Metasynthesis: Reflections on Methodological Orientation and Ideological Agenda”. Qualitative Health Research 14 (10):  1342–65. doi:10.1177/1049732304269888. PMID 15538004.
5. ↑   [リンク切れ]
6. ↑  “CANADA’S MOST POWERFUL WOMEN: TOP 100”. Top100women.ca. 2017年1月25日閲覧。